# Malaxis jaraguae
Malaxis jaraguae là một loài thực vật có hoa trong họ Lan. Loài này được (Hoehne & Schltr.) Pabst mô tả khoa học đầu tiên năm 1967.